# Pacing (Wedi)
Pacing is een bestuurslaag in het regentschap Klaten van de provincie Midden-Java, Indonesië. Pacing telt 1271 inwoners (volkstelling 2010).